# 稲取銀水荘
稲取銀水荘（いなとりぎんすいそう）は、静岡県賀茂郡東伊豆町の稲取温泉にある旅館。政府登録国際観光旅館としても登録。

## 概要
※稲取銀水荘 企業概要より
稲取銀水荘は、1957年（昭和32年）に木造2階建ての温泉旅館として開業。その後、数度にわたる増改築を経て、1983年（昭和58年）には地上10階建ての近代的施設として改築。
1985年（昭和60年）には旅行業界の専門誌による「プロが選ぶホテル・旅館100選」のおもてなし部門で第1位を獲得。
2010年代以降も改装は続けられており、露天風呂付客室やエグゼクティブフロアの新設などの改装を実行。
2022年（令和4年）には、高齢者や障がい者を含むすべての利用者が快適に過ごせるよう、ユニバーサルデザインの観点からの改修工事が行われた。

## 施設
稲取銀水荘では、自家源泉を利用した温泉施設。弱アルカリ性塩化物泉の大浴場と露天風呂が設けられており、サウナや水風呂も併設。女性用の浴場にはパウダールームやアメニティも完備。一部の客室には露天風呂付き。
温泉以外の施設として、6階のラウンジは軽食コーナー、売店やエステサロン、卓球コーナー、夏季限定の屋外プールも利用可能。ペットハウスや電気自動車充電施設も完備。
食事は、夕食と朝食が主にダイニング6階の「銀の海」で提供。夕食は、金目鯛、伊勢海老、鮑などを使った会席料理。朝食は、ビュッフェ形式で和洋の料理が提供。連泊者には、昼食時に軽食が提供。

## ドラマロケ地
- しあわせな結婚 第3話[4]（2025年7月31日、テレビ朝日系列）